# 穆斯林族
穆斯林族（塞尔维亚-克罗地亚语/马其顿语：）是南斯拉夫社会主义联邦共和国官方认定的一个民族，包括境内全体信仰伊斯兰教的斯拉夫人。其中实际上还有不同的群体，如古拉尼人、托尔贝什人或波馬克人等。在今波斯尼亚和黑塞哥维那境内的穆斯林族被波黑官方称为波什尼亚克人。